# Guerbet
 (juillet 2011).
Guerbet est une entreprise pharmaceutique française créée en 1926. Elle est cotée à la bourse de Paris.

## Description
Ce groupe pharmaceutique français, implanté dans plus de 80 pays à travers un réseau de filiales et d'agents, est spécialisé dans l’imagerie médicale. Sa gamme comprend des produits de contraste pour l’imagerie Rayons X, pour l’IRM et pour la radiologie interventionnelle, ainsi qu’une gamme d’injecteurs et de dispositifs médicaux associés, pour améliorer le pronostic et la qualité de vie des patients dans les pathologies cardiovasculaires, les cancers, les maladies neurologiques. 
Le 27 novembre 2015, Guerbet a annoncé l’acquisition définitive de l’activité « produits de contraste et systèmes d’injection » de Mallinckrodt (CMDS), doublant sa taille pour se positionner parmi les leaders de l'imagerie médicale mondiale.
Guerbet, côté sur le marché Eurolist d’Euronext Paris au compartiment B, a réalisé en 2017 un chiffre d’affaires de 807 millions d’euros.[réf. nécessaire]

## Histoire
En 1901, Marcel Guerbet, docteur en Pharmacie, s’associe avec Laurent Lafay, qu’il a connu comme chef de travaux à l’École de Pharmacie : ils mettent au point et vendent le Lipiodol-Lafay, une huile iodée qui traite de nombreuses affections comme l’asthme ou le lymphatisme. En 1928, les professeurs Sicard et Forestier publient la synthèse de leurs travaux sur Lipiodol : en découvrant son pouvoir opacifiant, ils font entrer Lipiodol, pionnier des produits de contraste, dans l’histoire de la radiologie.
Dès lors, Guerbet se spécialise, pour offrir aux radiologues et aux cardiologues, une gamme complète de produits de contraste innovants et efficaces : Lipiodol en bronchographie et en hystérographie ; Vasurix en angiographie, beaucoup mieux toléré que ses prédécesseurs ; Orabilix en cholécystographie, qui développe la notoriété de Guerbet à l'international.
Après la guerre, Guerbet maintient son effort de recherche. Le département R&D se structure et élabore des molécules pour faciliter la détection des pathologies et assurer de meilleures conditions de soin pour le patient.
Fin octobre 2019, le groupe annonce une croissance en hausse de 3,8 % par rapport à l'année précédente à la même époque. De janvier à septembre 2019, Guerbet a dégagé 603,5 millions d'euros de chiffre d'affaires,.

## Données financières et boursières
| Année | CA          | Impôt sur les bénéfices |
| ----- | ----------- | ----------------------- |
| 2012  | 308 289 068 | 1 767 779               |
| 2013  | 299 807 469 | 2 809 395               |
| 2014  | 299 838 564 | 1 613 840               |
| 2015  | 334 021 519 | 5 656 704               |
| 2016  | 371 463 674 | −4 102 679              |

## Actionnaires
Liste au 16 avril 2019.
| Nom                                 | Actions   | %     |
| Famille Guerbet                     | 7 004 209 | 55,8% |
| Norges Bank Investment Management   | 360 911   | 2,87% |
| Oddo Bhf Asset Management           | 355 313   | 2,83% |
| Amundi Asset Management             | 174 248   | 1,39% |
| Financière de l'Échiquier           | 158 400   | 1,26% |
| The Vanguard Group                  | 141 917   | 1,14% |
| Dimensional Fund Advisor            | 109 238   | 0,87% |
| Amplegest                           | 90 206    | 0,72% |
| Bnp Paribas Asset Management France | 86 841    | 0,69% |
| Portzamparc Gestion                 | 71 087    | 0,57% |